# Melanchra saltdalensis
Melanchra saltdalensis là một loài bướm đêm trong họ Noctuidae.